# Astenus gracilis
Astenus gracilis är en skalbaggsart som först beskrevs av Gustaf von Paykull 1789.  Astenus gracilis ingår i släktet Astenus, och familjen kortvingar. Arten är reproducerande i Sverige.